# Plan de la Higuera
Plan de la Higuera är en ort i Mexiko.   Den ligger i kommunen Actopan och delstaten Veracruz, i den sydöstra delen av landet, 270 km öster om huvudstaden Mexico City. Plan de la Higuera ligger 148 meter över havet och antalet invånare är 258.
Terrängen runt Plan de la Higuera är platt åt sydost, men åt nordväst är den kuperad. Runt Plan de la Higuera är det ganska tätbefolkat, med 93 invånare per kvadratkilometer. Närmaste större samhälle är Rinconada, 9,2 km söder om Plan de la Higuera. Trakten runt Plan de la Higuera består till största delen av jordbruksmark.